# Matteo d'Acquasparta
Matteo de Acquasparta O.Min. (født 1240, død 28. oktober 1303) var en af den Den katolske kirkes kardinaler, og var franciskanernes tolvte ordensgeneral. Han blev kreeret til kardinal i maj 1288 af Pave Nikolaus 4..